# 여자가 되는 법
《여자가 되는 법》은 나하란의 순정 만화로, 2004년 3월 27일부터 동년 6월 12일까지 8권에 걸쳐 연재되었다.

## 줄거리
주인공인 연세류는 또 다른 남자 주인공인 안휘경에게 기습 키스를 한다. 그런데 세류는 본래 여자이지만 여자로서의 성장이 멈춰 버려 남자처럼 보이는 ‘중성’의 상태가 되어 있었기에 성장 도우미로 휘경을 택한 것이다.